# Manabó
Manabó es un municipio perteneciente a  la provincia de El Abra en la región administrativa de La Cordillera (RAC) situada al norte de la  República de Filipinas y de la isla de Luzón, en su interior.

## Geografía
Tiene una extensión superficial de 110.95 km² y según el censo del 2007, contaba con una población de 10 538 habitantes, 10 756 el día primero de mayo de 2010

### Ubicación
| Noroeste: Villaviciosa | Norte: Bucay | Noreste: Sallapadan |
| Oeste: Villaviciosa    |              | Este: Boliney       |
| Suroeste: Luba         | Sur: Luba    | Sureste: Boliney    |

### Barangayes
Manabo  se divide administrativamente en 11 barangayes todos de carácter rural.
| Barangay           | Población (2007) | Población (2010) | Código (2012) |
| ------------------ | ---------------- | ---------------- | ------------- |
| Catacdegan Viejo   | 471              | 473              | 140116001     |
| Luzong             | 1,095            | 1 031            | 140116002     |
| Ayyeng (Población) | 1,532            | 1 567            | 140116003     |
| San Jose Norte     | 564              | 604              | 140116004     |
| San Jose Sur       | 565              | 535              | 140116005     |
| San Juan Norte     | 525              | 632              | 140116006     |
| San Juan Sur       | 721              | 724              | 140116007     |
| San Ramón Este     | 2,115            | 2 185            | 140116008     |
| San Ramón Oeste    | 1,973            | 1 960            | 140116009     |
| Santo Tomás        | 401              | 445              | 140116010     |
| Catacdegan Nuevo   | 576              | 600              | 140116011     |